# 菲利普·安德森
菲利普·沃倫·安德森（英語：Philip Warren Anderson，1923年12月13日—2020年3月29日），美國物理學家。
物理上，在反鐵磁性、高溫超導等領域有重大貢獻。
因「對磁性和無序體系電子結構的基礎性理論研究」與內維爾·莫特、約翰·凡扶累克一同獲得1977年的諾貝爾物理學獎。

## 生平
1923年出生於印第安納波利斯並且在伊利諾伊州的厄巴納度過他的童年，1940年他從厄巴納的高級中學畢業。之後于哈佛大學完成了的學士學位並進入研究所。在約翰·凡扶累克的指導下學習物理。戰爭期間，安德森曾在美國海軍研究實驗室待上一段時間。1949年到1984年，安德森任職於紐澤西的貝爾實驗室，廣泛地研究了凝態物理的許多問題。這段期間他發現了局部化（Anderson localization）的概念；寫下了安德森哈密頓算符以描述過渡金屬系統中的電子。另外他還建議粒子物理學家尋找產生粒子質量的機制（後來所謂的希格斯機制）；發展了超導體BCS理論中的計算方法。针对1980年代高温超导体的发现，安德森提出共振价键(RVB)理论来解释这一现象。尽管许多人不接受这个想法，但这理论在自旋液体的研究中发挥了重要作用。
1963年被選為美國文理科學院院士。

1967年到1975年，安德森在剑桥大学担任理论物理学的教授。
安德森还通过阐释涌现现象，为科学哲学做出了概念性贡献，这启发了复杂系统科学的发展。1972年，他发表了一篇题为《多即不同》（More is Different）的文章，其中他强调了还原论的局限性以及科学的层级结构，每一个层级都需要其自身的基本原理来推进。凝聚态系统由于包含的粒子数目非常巨大，可因量变导致质变，产生原本微观系统中不存在的新现象和性质。这篇文章可说是凝聚态物理的“独立宣言”。
1977年，由于「对磁性和无序体系电子结构的基础性理论研究」他与内维尔·莫特、约翰·凡扶累克一同获得了诺贝尔物理学奖。这个研究为电子元件开关与记忆的技术提供了理论基础，对于后来电脑发展有重要贡献。1982年他获得了美国国家科学奖章。自1984起，他从贝尔实验室退休，到了普林斯顿大学主持约瑟·亨利物理教授席位。
1987年，安德森在美國國會作證，「反對興建超導超大型加速器 (SSC)，這是位於德州的40 TeV質子-質子對撞機，將會是粒子物理學中最大的實驗。安德森對SSC的反對並未直接導致其在1993年被取消—成本飛漲是主要因素—但他也許是最引人注目的反對者」。他是 「懷疑它對美國科學發展的推動作用，以及其衍生產品將帶來巨大投資回報的說法」。
2006年何塞·索勒的一份分析统计比较了论文参考文献与引用数，指出安德森是世界上最有「创造力」的物理学家。
2021年，牛津大學出版社出版了安德魯·贊格威爾（Andrew Zangwill）的傳記《心靈超越物質：菲利普·安德森與非常多物理學》（A Mind over Matter: Philip Anderson and the Physics of the Very Many）。

## 著作

### 書籍
- 安德森, 菲利普. . 東京: 東京大學. 1954. OCLC 782103851.
- 安德森, 菲利普. . Singapore River Edge, New Jersey: World Scientific. 1997 [1963]. ISBN 9789810232313.
- 安德森, 菲利普. . Reading, Massachusetts: Addison-Wesley. 1997 [1984]. ISBN 9780201328301.
- 安德森, 菲利普; Arrow, Kenneth J.; Pines, David (编). . Redwood City, California: Addison-Wesley Pub. Co. 1988. ISBN 9780201156850.[13]
- 安德森, 菲利普. . World Scientific Series in 20th Century Physics, volume 35. Singapore Hackensack, New Jersey: World Scientific Pub. Co. 2004 [1994]  [2022-07-16]. ISBN 9789812567154. （原始内容存档于2020-08-19）.
- 安德森, 菲利普. . Princeton, New Jersey: 普林斯頓大學出版社. 1997. ISBN 9780691043654.
- 安德森, 菲利普. . Singapore Hackensack, New Jersey: World Scientific. 2011  [2022-07-16]. ISBN 9789814350143. （原始内容存档于2022-07-16）.

### 期刊論文
- 安德森, 菲利普. . Physical Review. March 1, 1958, 109 (5): 1492–1505. Bibcode:1958PhRv..109.1492A. doi:10.1103/PhysRev.109.1492. Pdf. （页面存档备份，存于）
- 安德森, 菲利普. . Physical Review. April 1, 1963, 130 (1): 439–442. Bibcode:1963PhRv..130..439A. doi:10.1103/PhysRev.130.439. Pdf.
- 安德森, 菲利普; Halperin, Bertrand I.; Varma, Chandra M. . Philosophical Magazine. January 1972, 25 (1): 1–9. Bibcode:1972PMag...25....1A. doi:10.1080/14786437208229210. Pdf. （页面存档备份，存于）
- 安德森, 菲利普. . Science. August 4, 1972, 177 (4047): 393–396. Bibcode:1972Sci...177..393A. JSTOR 1734697. PMID 17796623. doi:10.1126/science.177.4047.393. Pdf. （页面存档备份，存于）
- 安德森, 菲利普. . Science. March 6, 1987, 235 (4793): 1196–1198. Bibcode:1987Sci...235.1196A. JSTOR 1698247. PMID 17818979. S2CID 28146486. doi:10.1126/science.235.4793.1196. Pdf.
- 安德森, 菲利普. . Proceedings of the National Academy of Sciences. July 18, 1995, 92 (15): 6653–6654. Bibcode:1995PNAS...92.6653A. JSTOR 236771. PMC 41390 . PMID 11607557. doi:10.1073/pnas.92.15.6653 . Pdf. （页面存档备份，存于）
- 安德森, 菲利普. . Nature. April 3, 1997, 386 (6624): 456. Bibcode:1997Natur.386..456A. S2CID 4336986. doi:10.1038/386456c0 .
- 安德森, 菲利普. . Physics Today. October 1997, 50 (10): 42–49. Bibcode:1997PhT....50j..42A. doi:10.1063/1.881959.
- 安德森, 菲利普. . Nature. July 8, 1999, 400 (6740): 115. Bibcode:1999Natur.400..115A. PMID 10408432. doi:10.1038/22001 .
- 安德森, 菲利普. . Physics Today. February 2000, 53 (2): 11–14. Bibcode:2000PhT....53b..11A. doi:10.1063/1.882955 . Pdf.
- 安德森, 菲利普. . Nature. September 27, 2005, 437 (7059): 625–626. Bibcode:2005Natur.437..625A. PMID 16193027. S2CID 4416556. doi:10.1038/437625a.
- 安德森, 菲利普. . Physica C. September 1, 2007,. 460–462 (Part 1): 3–6. Bibcode:2007PhyC..460....3A. doi:10.1016/j.physc.2007.03.261.

## 外部連結
- Philip W. Anderson, Autobiography (The Nobel Foundation, 1977, 2005). （页面存档备份，存于）
- Philip Warren Anderson （页面存档备份，存于）
- Anderson's Princeton web page
- Video clip of Philip Anderson speaking at the International Conference on Complex Systems, Hosted by the New England Complex Systems Institute (NECSI)
- Oral History interview transcript with Philip W. Anderson 30 March, 30 May, & 23 November 1999, American Institute of Physics, Niels Bohr Library and Archives （页面存档备份，存于）
- Oral History interview transcript with Philip W. Anderson 13 July 1987, American Institute of Physics, Niels Bohr Library and Archives （页面存档备份，存于）